# Hubach (Genfbach)
Der Hubach ist ein rund 2,8 km langer, orographisch rechter Nebenfluss des Genfbachs auf der Gemarkung von Nettersheim im Kreis Euskirchen in Nordrhein-Westfalen.

## Geographie

### Verlauf
Die Quelle entspringt in einem Waldgebiet zwischen den Nettersheimer Ortsteilen Zingsheim und Engelgau rund 430 m nördlich der Landstraße 115, die beide Ortsteile miteinander verbindet. Der Hubach kreuzt diese Landstraße, verläuft weitere 350 m in südwestlicher Richtung und unterquert anschließend auch noch die Bundesautobahn 1. Der Bach fließt in einem bogenförmigen Verlauf zunächst in südwestlicher, anschließend in südsüdwestlicher Richtung weiter. Östlich von Nettersheim entwässert der Hubach im Naturschutzgebiet Genfbachtal südöstlich Nettersheim in den Genfbach.

### Zuflüsse
Liste einer Auswahl von Zuflüssen, von der Quelle zur Mündung.
- (Bach aus dem Waldgewann Auf dem Loch), von rechts und Norden unmittelbar vor der A 1, ca. 0,3 km.
- Zingsheimer Hubach, von rechts und Norden, ca. 0,4 km. Entsteht an einem Rückhaltebecken am Rande des Gewerbegebiets Zingsheim Süd.
- Heidebach, von rechts und Nordwesten, ca. 0,5 km. Entsteht am Gewerbegebiet.
- Hirschberggraben, von rechts und Nordnordwesten ca. 0,5 km. Entsteht am Südrand des Gewerbegebietes zum Wald.
- (Bach aus Richtung des Gutes Hirschberg), von rechts und Nordwesten  kurz vor Beginn des Naturschutzgebietes, ca. 0,4 km. Längstenteils von einem Waldweg begleitet.